# Samuel Baur
Samuel Baur, né le 31 janvier 1768 à Ulm et mort le 25 mai 1832 à Göttingen, est un pasteur luthérien et un écrivain allemand.

## Biographie
Samuel Baur est né le 31 janvier 1768 à Ulm,. Son père exerce le métier de changeur.
Destiné dès son enfance à l'état ecclésiastique, il fait ses études au gymnase de sa ville natale puis est envoyé à l'université d'Iéna en 1791. Aux études théologiques que lui impose sa vocation, il joint celles de l'histoire politique et de littérature, qui reste toujours sa science favorite. Il contracte en même temps des liens avec des savants et par leur entremise il met à profit, même pécuniairement, son séjour à Iéna. Une violente hypocondrie le contraint à quitter l'université avant la fin de ses études ; il revient alors à Ulm, et après une interruption de neuf mois, il peut reprendre ses études, cette fois à l'université de Tubingen.
A nouveau revenu dans sa ville natale, il s'y essaya à l'éloquence sacrée ; ses prédications eurent du succès et il obtint de ses supérieurs, à l'automne 1794, le vicariat, et bientôt le poste de pasteur de Burtenberg (entre Ulm et Augsbourg). De là il passa en 1800 à Goettingue. À cette paroisse d'un revenu convenable, il ajouta en 1805 celle d'Alpek, qui en est voisine; et, en 1810, les fonctions de doyen. C'est là qu'il passa le reste de sa vie, partageant son temps entre ses obligations ecclésiastiques et ses activités littéraires. Quoique de constitution très faible, il sut, par des soins hygiéniques, se maintenir en santé jusqu'à l'âge, assez avancé pour l'époque, de 64 ans. Il meurt le 25 mai 1832.

## Œuvre
Il est considéré comme l'un des écrivains les plus prolifiques d'Allemagne : ses ouvrages, y compris quelques traductions, ne forment pas moins de cent cinquante volumes.
- Charakteristik der Erziehungsschriftsteller Deutschlands. Leipzig 1790, Digitalisat in der SLUB
- Liebe. Was sie ist, und seyn sollte. Beobachtungen, Lehren und Warnungen, für Jünglinge und Mädchen, die mit Überlegung in den Ehestand treten wollen. Als 2. Theil der Charakteristik des Frauenzimmers. Gotha 1790
- Deutschlands Schriftstellerinnen. Eine charakteristische Skize. Ulm 1790
- Neues historisches Handlexikon. 1794 ff.
- Archives d'esquisses relatives aux principes de la religion, Hildburghausen, 1796-1800, 4 vol.[1].
- Geschichtserzählungen großer und seltener Menschen unseres Zeitalters. 2 vol., 1798
- Plans de prédications sur toute la morale chrétienne, Leipzig, 1803-1805, 3 vol.[1].
- Tableaux intéressants de la vie des personnages mémorables du XVIIIe siècle (Interessante Lebensgemälde der denkwürdigsten Personen des achtzehnten Jahrhundert), Leipzig, 1803-1821, 7 vol.[1].
- Gallerie historischer Gemählde aus dem achtzehnten Jahrhundert. 6 vol., Hof 1804–1806
- Gallerie der berühmtesten Personen des 18. Jahrhunderts. 1805
- Répertoire pour tous les actes qui font partie du ministre prédicant, Halle, 1805-1806, 12 vol.; 2ème édition 1829[1].
- Nouveau Dictionnaire manuel historique, biographique et littéraire (Neues historisch-biographisch-literarisches Handwórterbuch: Von der Schöpfung der Welt bis zum Schlusse des achtzehnten Jahrhunderts. Enthaltend das Leben, den Charakter und die Verdienste der grössten und denkwürdigsten Personen aller Zeiten, Länder und Stände), Ulm, 1807-1816, 7 vol. Cet ouvrage a obtenu quelque réputation[1].
- Tableaux des révolutions, soulèvements, etc., les plus remarquables (Gemählde der merkwürdigsten Revolutionen, Empörungen, Verschwörungen, wichtiger Staatsveränderungen und Kriegsscenen, auch anderer interessanter Auftritte aus der Geschichte der berühmtesten Nationen), 1810-1818, 10 vol.[1].
- Faits mémorables de l'histoire des hommes, des peuples et des mœurs, 1819-1829, 11 vol.[1].
- Livre des Conversations historico-biographiques, 1822-1831, 7 vol.[1].
- Cabinet historique de raretés, Augsbourg, 1826-1831, 6 vol.[1].

Il est l'auteur de plusieurs traductions et il a fourni beaucoup d'articles biographiques à l'Encyclopédie de Johann Samuel Ersch et de Johann Gottfried Gruber : l'Allgemeine Encyclopädie der Wissenschaften und Künste.
- Kleines historisch-litterarisches Handwörterbuch über alle denkwürdigen Personen vom Anfange der Welt an. 4 Bände, 1813—1816
- Allgemeines historisch-biographisch-literarisches Handwörterbuch aller merkwürdigen Personen, die in dem ersten Jahrzehend des Neunzehenten Jahrhunderts gestorben sind. 2 Bände, Stettin, Ulm 1816
- Religiöse Betrachtungen und Gebete am Morgen und Abend. 1825